# Maria Angelica Motta-Maués
Maria Angelica Motta-Maués (, 21 de abril de 1940) é uma antropóloga e professora universitária brasileira, no campo da Antropologia. Com estudos prévios em Antropologia Física, ela é pioneira nos estudos de gênero na Região Norte do Brasil.

## Biografia e carreira profissional
Nascida em 1940 como Maria Angélica Motta, ela se graduou em História pela Universidade Federal do Pará (UFPA) em 1962 e, logo em seguida, ela seguiu o seu marido, o historiador e antropólogo Raymundo Heraldo Maués, para Bragança, onde desenvolveram um trabalho junto à Prelazia do Guamá e à Rádio Educadora de Bragança, além de terem vínculos com a Ação Popular. Com o golpe militar de 1964, o casal retorna para Belém.
Aprovada por concurso público em 1971, Maria Angelica Motta-Maués se tornou primeira professora concursada de antropologia da UFPA, ficando vinculada ao Departamento de Antropologia e História do então Centro de Filosofia e Ciências Humanas da UFPA.
Em 1977, sob a orientação de Klaas Woortmann, ela defendeu na Universidade de Brasília uma dissertação de mestrado com o título "Trabalhadeiras" e "Camarados": um estudo do status das mulheres numa comunidade de pescadores", na qual ela se tornou a primeira pesquisadora da região amazônica a desenvolver um trabalho acadêmico na área de estudos de gênero ao verificar a condição da mulher em um grupo de pescadores situado em Itapuá, no município paraense de Vigia, e dos simbolismos envolvidos.
Em 1997, Maria Angelica Motta-Maués obteve o título de doutora em Sociologia pelo Instituto Universitário de Pesquisa do Rio de Janeiro (IUPERJ) com a tese "Negro sobre Negro: a questão racial no pensamento das elites negras brasileiras (1997)", sob orientação de Carlos Hasenbalg.
Pioneira nos estudos de gênero, ela é uma das fundadoras do Grupo de Estudos e Pesquisas Eneida de Moraes (GEPEM) ao lado das professoras Luzia Miranda Álvares e Eunice Ferreira. Ela também tem influência direta na formação do Grupo de Estudos e Pesquisas em Antropologia das Crianças, Infâncias e Juventudes (Juerê).

## Obras

### Livros
- Motta-Maués, Maria Angelica; Maués, Raymundo Heraldo. O Folclore da Alimentação: Tabus Alimentares na Amazônia. Belém: Falângola, 1980.
- Motta-Maués, Maria Angelica. Trabalhadeiras e Camarados: Relações de gênero, simbolismo e ritualização numa comunidade amazônica. Belém: UFPA, 1993.

### Artigos
- Motta-Maués, Maria Angelica (1 de janeiro de 2009). «Negros em bailes de negros: sociabilidade e ideologia racial no "meio negro" em Campinas (1950/1960)». Revista de Antropologia (USP) (2): 705-734. ISSN 1678-9857. doi:10.1590/S0034-77012009000200008. Consultado em 7 de dezembro de 2022